# Кого (народ)
Кого (в'єт. Cơ Ho, мовою тямів: «горяни») — народ на півдні В'єтнаму з числа гірських кхмерів. Є однією з 54 офіційно визнаних етнічних груп В'єтнаму.

## Розселення, чисельність
Живуть у південній частині Центрального нагір'я Тейнгуєн (в'єт. Tây Nguyên), переважно в провінції Ламдонг. Крім кого тут живуть близькі до них ма, мнонги, тьоро, а також тюру, раглай, що входять до складу гірських тямів. Слід зазначити, що в районах Центрального нагір'я в'єтнамців тепер проживає приблизно втричі більше, ніж усіх корінних народів разом узятих.
До складу кого входять субетнічні групи: сре (в'єт. Cơ Ho Xrê), тіл (в'єт. Cơ Ho Chil), ноп (в'єт. Cơ Ho Nốp), лать (в'єт. Cơ Ho Lạch), торинг (в'єт. Cơ Ho Tơ Ring), козон (в'єт. Cơ Ho Cờ Dòn).
Чисельність кого за даними перепису населення 2009 року становила 166 112 осіб, найбільше в провінції Ламдонг — 145 665 осіб (12,27 % її населення); окремі групи також живуть у сусідніх провінціях: Біньтхуан 11 233 особи, Кханьхоа 4 778 осіб, Ніньтхуан 2 860 осіб.

## Мова
Говорять мовою кого, яка належить до південнобанарських мов австроазійської сім'ї, а також в'єтнамською, офіційною мовою країни. В'єтнамською ведеться зокрема й шкільне навчання. Представники всіх вікових груп народу продовжують користуватися переважно рідною мовою.
Існує писемність для мови кого на основі латинської абетки, розроблена християнськими місіонерами на початку ХХ ст. Згодом вона була трохи переглянута й застосовувалась в навчальному процесі в деяких місцевих школах, але широкого застосування не отримала. Існують словники мови кого, Біблія з 2009 року. Ведуться програми на радіо.
Рівень грамотності рідною мовою 10-30 %, в'єтнамською 50-75 %.

## Історія
Кого є давніми мешканцями південної частини плато Тейнгуєн.
У часи В'єтнамської війни 1955—1975 рр. кого разом із багатьма іншими групами національних меншин регіону брали участь у боях на боці американської армії. Через ці події вони піддавались переслідуванням після возз'єднання В'єтнаму в 1975 році. Переслідування стали причиною повстання національних меншин у 2000 році. Після поразки повстання його учасники змушені були шукати притулку в Камбоджі, а звідти 2002 переселилися в США.

## Господарство

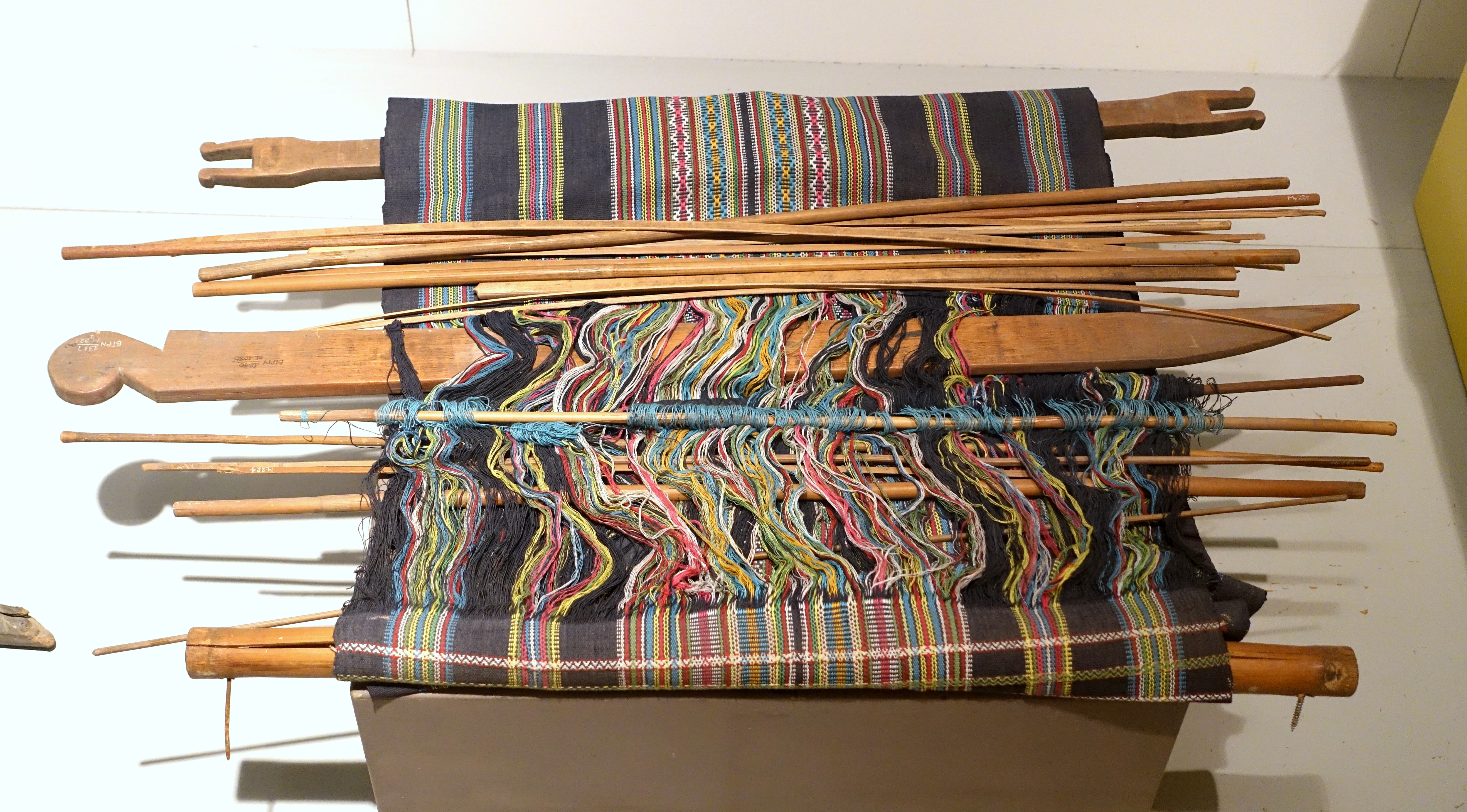
Ткацький верстат кого у складеному стані.

Основне традиційне заняття кого — ручне землеробство в підсічно-вогневий спосіб. З розчищеної в такий спосіб ділянки землі отримують два врожаї, а тоді її залишають під паром. Основною продовольчою культурою є рис, вирощують також маніок, кукурудзу, бобові, гарбузи, кавуни, бавовник, тютюн.
Групи сре і лать практикують вирощування вологого рису на заливних полях з використанням зрошувальних каналів, плугу й тяглової худоби.
Садівництво не є сильною стороною господарства кого. Лише останнім часом вони стали вирощувати папаю, банани, джекфрут, ананаси.
Мисливство, рибальство та збиральництво залишаються популярними заняттями й засобом доповнення сімейного раціону харчування.
Худобу, переважно буйволів, розводять для використання на полях, а також як жертовних тварин при проведенні традиційних церемоній.
Домашнім ремеслом (лозоплетіння, ткацтво, гончарство, ковальство та ін.) займаються в перервах землеробського циклу.

## Поселення

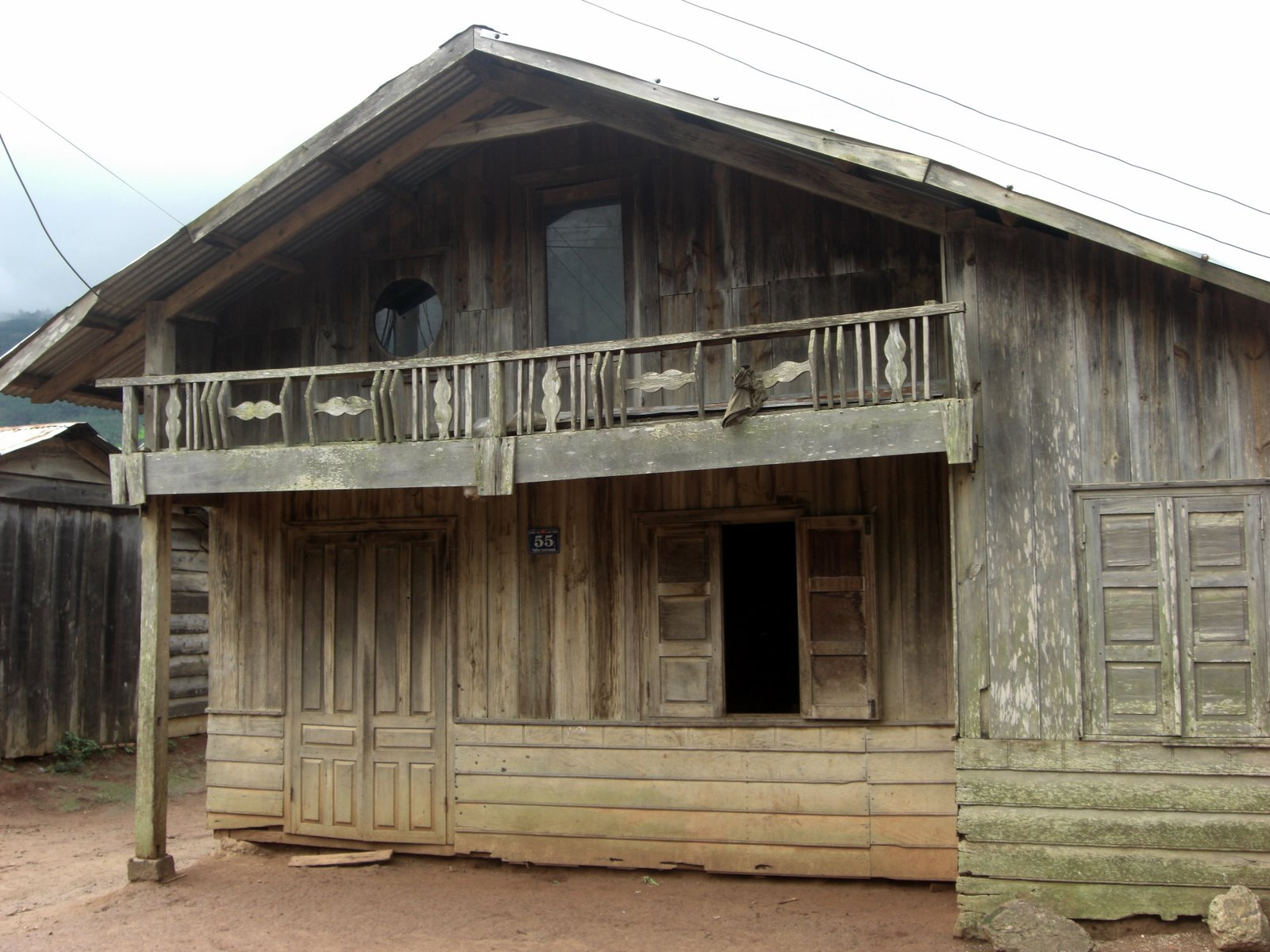
Сучасна дерев'яна хата кого.

Села кого розташовані на схилах гір або в долинах. Природними кордонами між межами сільських громад служать річки, верхівки косогорів тощо.
Жили розширеними сім'ями у великих довгих хатах, які могли сягати 20-30 метрів завдовжки і 3-3,5 метри в ширину. Традиційна хата кого ставилась на палях, платформа знаходилась на висоті 1-2 метри від землі. Стовпи та поперечки робили з дерев'яних колод, а стіни та перегородки — з бамбука. Вигнутий двосхилий дах крили листям ротангової пальми або соломою. У наші часи при будівництві стали використовувати дошки, а дах криють профнастилом; палі стали нижчими.
Праворуч від головного входу розташовується спальня батьків, ліворуч — спальня дочки. По центру знаходиться зала, що вважається священним місцем. Тут на стіні висить вівтар для шанування духів, під ним лежить набір гонгів, стоять кошики та глечики. Гонги та домоткані вироби не лише виконують роль прикрас центральної зали, а й свідчать про багатство хазяїна хати. Умеблювання дуже просте, спали на циновках, які клали прямо на підлогу, вранці циновку скочували й вішали на стіну.
Тепер традиційних хат на палях лишилося мало. В хатах з'являються сучасні побутові предмети.

## Побут
У минулому кого вдягалися дуже просто. Всі ходили голими до талії. Чоловіки носили пов'язки на стегнах, а жінки — спідниці довжиною до колін. В холодну пору вдягали ще кофтини та накидки. Пов'язки на стегнах прикрашали традиційними візерунками з вертикальними та горизонтальними смужками, пришивали по краях китиці. Спідниці й кофтини також прикрашали геометричними візерунками, а ще візерунками у вигляді квітів, тварин, пташиних очей, предметів повсякденного вжитку. Улюбленими кольорами є блакитний та синій. Зараз традиційний одяг рідко вдягають у повсякденному житті, але його можна побачити на традиційні свята. Найпопулярнішими прикрасами є намиста, ланцюжки на зап'ясток, шворки з намистинами та сережки.
Кого зазвичай їдять тричі на день. Основу харчування становить рис. Готують овочеві супи, які приправляють перцем чилі та сіллю. Їжу часто підсушують, тому що їдять кого традиційно руками.
Воду зберігають у висушеному гарбузі.
З рису готують традиційний алкогольний напій — кан. Іноді додають також батат, маніок, кукурудзу. Дріжджі готують із рису та спеціального листя місцевих дерев. За місяць напій стає готовим до вживання. Кан п'ють під час проведення всіх важливих свят, церемоній та ритуалів. Кан постійно стоїть у глечиках біля вівтаря. Що довше зберігається напій, тим смачнішим він стає. Тому шанованих гостей пригощають каном, що зберігався протягом багатьох років.
З давніх часів обов'язковим предметом повсякденного життя кого були плетені з бамбука наспинні кошики. Існували різні кошики, кожен з яких мав своє призначення. Сагсон — це великий кошик, в якому можна зберігати близько 50 кг рису. Кошики соза мають різні розміри й використовуються для зберігання й носіння води, дров, рису тощо. Є ще невеликі кошики собонор, прикрашені різноманітними візерунками, спеціально для свята чи походу на базар.
У деяких селах кого розвинулось виробництво кошиків, а такою напою кан на продаж, спеціально для туристів.

## Суспільство
Основною одиницею суспільства кого є сільська сусідська громада. Як і саме село, вона зветься бон. Кожна громада складається із декількох родових груп, пов'язаних матрилінійними зв'язками. На чолі родових груп стоять старійшини — кунпанги. Рада кунпангів обирає голову сільської громади, який зветься куангбон. Сільський голова керує всіма справами села: вибір земельної ділянки для ведення землеробства, розподіл землі між окремими сім'ями, переселення на нове місце, вирішення конфліктів, розгляд скарг і заяв жителів села, захист меж села тощо. Він також контактує з представниками місцевих органів влади. Куангбон користується повагою в громаді, селяни часто ходять до нього за порадою.
Поширені два типи сім'ї: розширена та нуклеарна. Довга хата є спільним житлом для розширеної сім'ї, але в господарському плані основною одиницею є нуклеарна сім'я: вона має власну земельну ділянку та зерносховище. Разом із тим будь-який член розширеної сім'ї завжди має доступ до будь-якої індивідуальної комори.
У суспільстві кого зберігаються деякі типові риси матріархату. Зокрема, дівчині належить ініціатива у виборі нареченого. Зробивши свій вибір, вона повідомляє про нього своїх батьків. Ті засилають у сім'ю хлопця сватів і вирішують питання організації суспільства. Батьки молодого оголошують перелік подарунків, які хочуть отримати за свого сина. Що сильнішим є хлопець, то більше за нього потрібно весільних подарунків. Після весілля молодий лишається жити в хаті молодої. Діти носять прізвище матері, а дочки отримують спадок після смерті батьків. У той же час всі інші аспекти соціально-економічного та соціально-політичного життя громади визначаються чоловіками.
Кого одружуються у молодому віці (дівчата у 16-17 років, а хлопці у 18-20 років). Якщо дружина помирає молодою, вдівець замість неї може взяти за дружину її молодшу сестру, при цьому не обов'язково чекати закінчення періоду трауру. Шлюб моногамний. Статеві стосунки до одруження, за традиціями кого, не перебувають під суворою забороною, проте за перелюб у шлюбі передбачається суворе покарання. Порушник має заплатити штраф буйволом або спиртним напоєм, а в окремих випадках його можуть вигнати із села. Розлучення трапляються рідко.

## Вірування
За релігією 75,0 % кого є християнами (з них 60 % католики, 35 % протестанти, 5 % індепенденти), 25,0 % — прибічники традиційної релігії.
Райони проживання кого належать до тієї частини В'єтнаму, яка була найбільше християнізована. Перші місіонери прибули сюди приблизно сто років тому. Проте давні релігійні традиції продовжують жити в селах кого.
Кого-анімісти вірять в існування бога-творця нду, якого вважають захисником людей. Нду підпорядковується цілий пантеон божеств янг, кожен з яких представляє певну природну силу чи об'єкт: сонце, місяць, гори, річки, земля, рис. Кожна сім'я має свого янга як духа-охоронця. Поряд із добрими духами та божествами існують злі духи та привиди, які спричиняють лихо та невдачі. Тому люди повинні молитися за успіх у всьому, що вони роблять, шукаючи допомоги у надприродних істот. Кого вважають, що духи люблять їсти м'ясо та пити алкоголь. Тому під час проведення традиційних церемоній, більшість яких пов'язана із сільськогосподарським виробництвом, вони приносять у жертву буйвола, свиню, козла чи курку, а також виставляють кан.
Кого також практикують культ предків, у хатах ще досить часто зустрічаються вівтарі для їх шанування. Над вхідними дверима вивішують різьблені дерев'яні дощечки, які називають конао; вони репрезентують душі предків. Під час проведення свят не лише моляться богам, а й запрошують предків прийти на бенкет і скуштувати смачні святкові страви та випити кан. Кан для місцевих жителів має сакральне значення, вважається, що в глечиках із цим напоєм також живуть духи.

## Духовна культура
Кого володіють багатим фольклором, музичною й танцювальною культурою. Народні ліричні вірші славляться своєю внутрішньою мелодійністю. Народні пісні поділяються на різні жанри: діалогові співи хлопців і дівчат, діалогові співи з метою знайомства й пошуку друзів, колискові тощо. Народні танці кого прості у виконанні, танцюють усі бажаючі, незалежно від віку. Селяни танцюють разом, під ритмічні звуки музики вони виконують плавні танцювальні рухи, тримаючись за руки й рухаючись навколо багаття й священної жердини неу.
Найпопулярнішими музичними інструментами кого є набір із шести гонгів синг і донгла, духовий інструмент з гарбуза комбуат, літофон лугонг, дудка зі стебла бамбука корла, шкіряні барабани согор, губний орган, шестиструнна цитра. Ці інструменти використовуються не лише як акомпанемент для народних пісень і танців, вони можуть виконувати й соло. Особливе місце серед народних інструментів займає літофон, набір кам'яних пластин різної довжини та товщини, вдаряючи по них, отримують звуки різної висоти.